# Finn Helgesen
Finn Helgesen (* 25. April 1919 in Drammen, Buskerud; † 3. September 2011 in Lørenskog, Akershus) war ein norwegischer Eisschnellläufer.
Er wurde bei den ersten Olympischen Winterspielen nach dem Zweiten Weltkrieg 1948 in St. Moritz Olympiasieger über 500 Meter.
1952 vor heimischer Kulisse in Oslo wurde er hinter die zeitgleichen Bronzemedaillengewinner Gordon Audley und Arne Johansen auf den fünften Platz gesetzt, da er im direkten Vergleich dem Kanadier Audley in einer Millimeterentscheidung unterlag.